# Comédia Humana (álbum)
Comédia Humana é o oitavo álbum de estúdio da banda portuguesa de rock UHF. Editado a 25 de setembro de 1991, e é o primeiro registo do contrato com a multinacional BMG.[carece de fontes?]
É um disco trovadoresco com a escrita a revelar o olhar e a tomada de consciência existencial. Fala sobre o medo, a paranóia coletiva e a ansiedade, quando uma guerra lá longe no deserto é um acontecimento diário. O tema homónimo relata a barbaridade entre os homens na guerra do Golfo, iniciada em 1990. Para o autor da canção: "A primeira vez que uma ação militar não é fixa pela foto, mas por sequência de imagens de combate em direto pela TV", na análise de António Manuel Ribeiro. Trata-se de um trabalho dos UHF com uma sonoridade próxima do pop rock, estilo musical que a banda experimentou neste álbum. Nova alteração na formação com as saídas do baixista Xana Sin e do guitarrista Rui Rodrigues, que foram substituídos, respetivamente, por Nuno Espírito Santo e Toninho.
Além dos formatos vinil (LP) e fita cassete (K7), foi o primeiro trabalho da banda com edição em disco compacto (CD), premiando os fãs com o tema extra "Bares".[carece de fontes?]
Foi lançado o single "Brincar no Fogo", com o tema "De Segunda Até Sexta" no lado B. No ano seguinte, "Brincar no Fogo" (1992),[carece de fontes?] foi reeditado em maxi single em versão acústica de promoção aos concertos nos Coliseus de Lisboa e Porto, que foram gravados pela estação de televisão RTP. Esses concertos tiveram as participações especiais de Jorge Palma, Zé Pedro e Lena d'Água. Desse concerto resultou a edição de um single pirata (bootleg), limitado a quinze unidades, com os temas "Estou de Passagem" e "Frágil" com a participação de Jorge Palma.

## Lista de faixas
O álbum de vinil (LP) é composto por dez faixas em versão padrão. Renato Júnior partilha a composição com António Manuel Ribeiro no tema "Gin Puro". Os restantes temas são da autoria de António Manuel Ribeiro. A edição em CD inclui o tema extra "Bares".[carece de fontes?]
| Lado A |                            |                    |         |  |
| N.º    | Título                     | Compositor(es)     | Duração |  |
| 1.     | "Brincar no Fogo"          | António M. Ribeiro | 3:05    |  |
| 2.     | "De Segunda Até Sexta"     | António M. Ribeiro | 2:58    |  |
| 3.     | "Faro: Suite 220"          | António M. Ribeiro | 4:05    |  |
| 4.     | "O Tango dos Rafeiros"     | António M. Ribeiro | 3:57    |  |
| 5.     | "Comédia Humana (parte 1)" | António M. Ribeiro | 5:28    |  |

| Lado B         |                            |                                    |         |  |
| N.º            | Título                     | Compositor(es)                     | Duração |  |
| 1.             | "Poderia Ser Assim"        | António M. Ribeiro                 | 5:56    |  |
| 2.             | "Do Zero"                  | António M. Ribeiro                 | 3:31    |  |
| 3.             | "Gin Puro"                 | António M. Ribeiro / Renato Júnior | 4:31    |  |
| 4.             | "Manel das Mãozinhas"      | António M. Ribeiro                 | 5:06    |  |
| 5.             | "Comédia Humana (parte 2)" | António M. Ribeiro                 | 1:40    |  |
| Duração total: | Duração total:             | Duração total:                     | 38:17   |  |

## Créditos
Lista-se abaixo os profissionais envolvidos na elaboração de Comédia Humana, de acordo com o encarte do disco compacto.
| Músicos - António Manuel Ribeiro (vocal e guitarra) - Toninho (guitarra e vocal de apoio) - Nuno Espírito Santo (baixo) - Luís Espírito Santo (bateria) - Renato Júnior (teclas e sax) | Produção - António Manuel Ribeiro: produção - Fernando Abrantes: misturas e gravação |